# Jon-Richard Rundsveen
Jon-Richard Rundsveen (ur. 27 lutego 1984 r.) – norweski narciarz, specjalista kombinacji norweskiej, dwukrotny medalista mistrzostw świata juniorów.

## Kariera
Po raz pierwszy na arenie międzynarodowej Jon-Richard Rundsveen pojawił się 8 grudnia 2001 roku w zawodach Pucharu Świata B w Bardu, zajmując 54. miejsce w zawodach rozgrywanych metodą Gundersena. W zawodach tego cyklu (obecnie pod nazwą Puchar Kontynentalny) Norweg najlepsze wyniki osiągnął w sezonie 2003/2004, który ukończył na 12. pozycji w klasyfikacji generalnej. W zawodach tego cyklu czterokrotnie stawał na podium, przy czym odniósł jedno zwycięstwo - 12 lutego 2004 roku w japońskiej miejscowości Iiyama był najlepszy w sprincie.
W Pucharze Świata zadebiutował 28 lutego 2004 roku w Oslo, gdzie zajął 37. miejsce w Gundersenie. Pierwsze pucharowe punkty zdobył dopiero blisko rok później, 9 stycznia 2005 roku w Seefeld, zajmując 30. miejsce w Gundersenie. W sezonie 2004/2005 wystartował jeszcze ośmiokrotnie, ale punkty zdobył tylko raz za zajęcia 27. miejsca w sprincie w Pragelato. W klasyfikacji generalnej zajął 63. miejsce i był to jedyny sezon Pucharu Świata, w którym Norweg był klasyfikowany.
W 2003 roku wziął udział w Mistrzostwach Świata Juniorów w Sollefteå, gdzie wspólnie z kolegami z reprezentacji wywalczył srebrny medal w sztafecie. Indywidualnie zajął 24. miejsce w sprincie, a zawodów metodą Gundersena nie ukończył. Rok później, podczas Mistrzostw Świata Juniorów w Stryn w sztafecie zdobył tym razem złoty medal. W występach indywidualnych także wypadł lepiej, zajmując szóste miejsce w Gundersenie oraz czwarte w sprincie, gdzie walkę o brązowy medal przegrał z Finem Anssim Koivurantą o zaledwie 0.1 sekundy. W 2005 roku zakończył karierę.

## Osiągnięcia

### Mistrzostwa świata juniorów
| Miejsce | Dzień    | Rok  | Miejscowość | Konkurencja          | Wynik zwycięzcy | Strata    | Zwycięzca        |
| ------- | -------- | ---- | ----------- | -------------------- | --------------- | --------- | ---------------- |
| DNF     | 5 lutego | 2003 | Sollefteå   | Gundersen K107/10 km | 31:43,2         | -         | Björn Kircheisen |
| 2.      | 7 lutego | 2003 | Sollefteå   | Sztafeta K107/4x5 km | 793,9 pkt       | -15,9 pkt | Niemcy           |
| 24.     | 9 lutego | 2003 | Sollefteå   | Sprint K107/5 km     | 14.02,6         | +2:11,7   | Björn Kircheisen |
| 6.      | 4 lutego | 2004 | Stryn       | Gundersen K90/10 km  | 26:06,3         | +3:43,7   | Petter Tande     |
| 1.      | 6 lutego | 2004 | Stryn       | Sztafeta K90/4x5     | 58:03,0         | -         | -                |
| 4.      | 8 lutego | 2004 | Stryn       | Sprint K90/7,5 km    | 14:02,1         | +43,6     | Petter Tande     |

### Puchar Świata

#### Miejsca w klasyfikacji generalnej
- sezon 2004/2005: 63.

#### Miejsca na podium chronologicznie
Rundsveen nie stał na podium indywidualnych zawodów Pucharu Świata.

### Puchar Kontynentalny

#### Miejsca w klasyfikacji generalnej
- sezon 2002/2002: 71.
- sezon 2002/2003: 22.
- sezon 2003/2004: 12.
- sezon 2004/2005: 59.

#### Miejsca na podium chronologicznie
| Nr | Data           | Miejscowość | Konkurencja             | Wynik zwycięzcy | Pozycja | Strata    | Zwycięzca          |
| -- | -------------- | ----------- | ----------------------- | --------------- | ------- | --------- | ------------------ |
| 1. | 15 marca 2003  | Stryn       | Gundersen K90/15 km     | ?               | 2.      | +0,0      | Matthias Mehringer |
| 2. | 12 lutego 2004 | Iiyama      | Sprint K80/7,5 km       | ?               | 1.      | -         | -                  |
| 3. | 16 lutego 2004 | Hakuba      | Start masowy K120/10 km | 228,8 pkt       | 3.      | -12,2 pkt | Takashi Kitamura   |
| 4. | 17 lutego 2004 | Hakuba      | Sprint K120/7,5 km      | ?               | 2.      | +56,0     | Takashi Kitamura   |